# Umbul Buah
Umbul Buah is een bestuurslaag in het regentschap Tanggamus van de provincie Lampung, Indonesië. Umbul Buah telt 1251 inwoners (volkstelling 2010).